# Ягодное (Томский район)
Ягодное — посёлок в Томском районе Томской области России. Входит в состав Богашёвского сельского поселения. Население 7 человек (2021) .

## География
Находится на юго-востоке Томской области.

## История
По решению Томского облисполкома от 17 марта 1982 года № 56, село Богашёво было отнесено к категории рабочих поселков, Богашёвский сельский совет упразднен, а Ягодное, вошло в Богашёвский поселковый совет.
В октябре 1991 года Богашёвский поссовет снова стал Богашёвским сельсоветом, и Ягодное вернулось в статус посёлка сельского совета.
В соответствии с Законом Томской области от 12 ноября 2004 года № 241-ОЗ, посёлок вошёл в учреждённое муниципальное образование Богашёвское сельское поселение.

## Население
| 2002 | 2008 | 2009 | 2010 | 2011 | 2012 | 2013 | 2014 | 2015 |
| ---- | ---- | ---- | ---- | ---- | ---- | ---- | ---- | ---- |
| 13   | ↘12  | ↗15  | ↘12  | →12  | ↘9   | ↗11  | ↘10  | ↘9   |
| 2021 |      |      |      |      |      |      |      |      |
| ↘7   |      |      |      |      |      |      |      |      |

## Улицы и инфраструктура
В посёлке имеется единственная улица — Центральная, с шестью домами, а также ещё два, не приписанных к улице, дома.

## Транспорт
Богашёвское шоссе. Остановка наземного транспорта Ягодное.
Ближайшая ж.д. станция — Каштак, электропоезд Томск-2 — Тайга-1.